# 1862年6月27日日食
1862年6月27日日食为一次在协调世界时1862年6月27日出現的日偏食。該次日食食分為0.9222。

## 概述
這次日食的食分是0.9222。

## 基本參數
- 類型：日偏食
- 食甚資料：
  - 日期：1862年6月27日
  - 時間：6時42分21秒
  - 地點：65S 61E
  - 食分：0.9222

## 外部連結
- NASA日食專頁（页面存档备份，存于）（英文）